# Opera Fatal
Opera Fatal ist ein Computerspiel aus den Genres Digitales Lernspiel und Point-and-Click-Adventure des Entwicklers Ruske & Pühretmaier (heute Braingame Publishing) aus dem Jahr 1996. Das Spiel soll Wissen über Musiktheorie und die Geschichte der klassischen Musik vermitteln.

## Spielverlauf
Rahmenhandlung ist der Traum eines Operndirigenten, des Maestro: In der Nacht vor der Premiere von Beethovens Fidelio wird die Partitur gestohlen. Ein unbekannter Widersacher hat überall im Opernhaus Fragen hinterlassen, deren richtige Beantwortung den Maestro zum Versteck der Partitur führen soll.
In der Egoperspektive ist es Aufgabe, sich detektivisch durch das nächtliche Opernhaus zu bewegen, um Zettel zu suchen, auf denen sich die zu beantwortenden Fragen und entsprechende Hinweise befinden. Unterwegs sind auch klassische mechanische oder Inventarrätsel zu lösen, zum Beispiel verschlossene Türen öffnen, eine Hebebühne steuern oder Dreiklänge auf Heizungsrohren nachspielen.
Insgesamt gibt es sechs Level in Form vorher verschlossener Ebenen des Opernhauses, die jeweils (mit Ausnahme des letzten Levels) durch das Beantworten von sechs bis acht Fragen erreicht werden.

## Darstellung
Das Opernhaus wird dabei als Metapher für die zu vermittelnden Inhalte verwendet. Damit unterscheidet es sich von den konzeptionell verwandten Spielen Chemicus, Physikus und Biolab. Das Spiel zeigt einen realistischen, aber auch humorvollen Blick hinter die Kulissen eines Opernhauses mit Garderoben, Fundus, Technik vom Keller bis zum Kulissenturm. Zielgruppe sind Kinder und Jugendliche.
Die Oberfläche ist im Comic-Stil gehalten und mäßig animiert. Der Ton besteht aus Zitaten aus der klassischen Musik (teilweise nur einzelnen Takten berühmter Werke) und auch neu komponierten Samples von André Abshagen. Dazu untermalen Geräusche die unheimliche Kulisse des vermeintlich leer stehenden Opernhauses. Viele Gegenstände sind anklickbar und geben Geräusche oder kleine Animationen von sich.
Auf der CD, welche für Windows auch zum Download angeboten wird, ist ein digitales Lösungsbuch enthalten.

## Bibliothek
Im Spiel steht eine musikwissenschaftliche Bibliothek zur Verfügung, die mithilfe erklärender Texte, Grafiken und Hörbeispielen (insgesamt 40 Minuten) die Beantwortung der Fragen erleichtern. Die Bibliothek besteht neben der eigentlichen Bibliothek zu Musiktheorie und Musikgeschichte aus dem Instrumentenraum und der CD-Sammlung des Maestros. Neben dem Wissen über Musiktheorie, Musikgeschichte und Musikpraxis wird auch das Gehör des Spielers geschult. Teilweise gibt es interaktive Elemente.

## Rezeption
Das Spiel wurde 1996 vom Vertreiber Heureka-Klett als erstes Adventure im Verlagsprogramm zum Preis von 98 DM herausgegeben. 1997 erschien eine italienische Version, 1998 eine englische. Opera Fatal entwickelte sich zum Kultspiel: 2004, acht Jahre nach der ursprünglichen Veröffentlichung, erschien eine Jubiläumsausgabe.
Der Macro-Media-Award Kinder-Software-Ratgeber 1997 bewertete das Spiel mit der Höchstbewertung „6 Mäuse“. Spieltest.com schrieb: „Spannend und überraschend wie ein Krimi. Erhaben wie eine Oper und lehrreich wie ein ganzes Schuljahr. Opera Fatal lockt euch in die Welt der Musik und verstrickt euch in ein Abenteuer voller Klänge, Musikgeschichte und Harmonielehre.“ In Die Zeit lobte Barbara Schnell besonders den Edutainment-Teil und empfahl es für Kinder ab zehn Jahren.
Gelobt wurde auch die konzeptionelle Idee des Opernhauses. Die Suchrätsel wurden teils als leicht, teils als schwer, die Lerninhalte oft als oberflächlich empfunden.
Ausgezeichnet wurde das Spiel 1996 auf der Messe InterAktiva mit dem 1. Preis in der Kategorie Edutainment, mit dem Macro-Media-Award und mit dem Sonderpreis von Apple Benelux als „Innovativste Multimedia-Entwicklung für Apple Computer“. 1997 wurde das Spiel auf der Digita mit dem Deutschen Bildungssoftware-Preis und mit der Comenius Medaille für exemplarische Bildungsmedien ausgezeichnet, und war darüber hinaus für die Milia d’Or auf der Messe in Cannes nominiert.